# Theodor Freiherr von Wrede
Theodor Freiherr von Wrede (* 3. November 1888 in Wandsbek; † 30. März 1973 in Bonn) war ein deutscher Offizier, zuletzt Generalleutnant im Zweiten Weltkrieg.

## Leben
Freiherr von Wrede diente als Offizier im Ersten Weltkrieg. Nach Ende des Krieges wurde er in die Reichswehr übernommen. Dort war er Kommandeur in verschiedenen Einheiten. Von Oktober 1937 bis September 1939 war er Militärattaché bei der Deutschen Gesandtschaft in Budapest. Von der Aufstellung im März 1940 bis Mitte Mai 1940 war er Kommandant der 393. Infanterie-Division, ebenso wie für die Vorläufereinheit, die seit 25. Oktober 1939 existierende Division z.b.V. 423. Er führte während des Zweiten Weltkrieges mit Unterbrechung von Juni 1940 bis Mai 1942 als Kommandeur die 290. Infanterie-Division. In dieser Position wurde er im März 1941 zum Generalleutnant befördert.
Am 22. Februar 1942 wurde er mit dem Ritterkreuz des Eisernen Kreuzes ausgezeichnet. Anfang 1942 kämpfte er in der Kesselschlacht von Demjansk und wurde dort im Mai 1942 schwer verwundet. Anschließend nahm er keine militärische Position mehr ein. Ende 1944 wurde er offiziell aus der Wehrmacht verabschiedet.